# Liste der mexikanischen Botschafter im Senegal
Die Liste der mexikanischen Botschafter im Senegal enthält die in Senegal akkreditierten Botschafter Mexikos.
Diplomatische Beziehungen bestehen seit 1962, aber erst im Juni 1966 wurde der erste Botschafter akkreditiert, mit Sitz in Äthiopien. Ab September 1970 war der Botschafter in Ghana zuständig.
Eine Botschaft in Senegal wurde 1977 errichtet, ihre Unterhaltung war wegen der ständigen Preissteigerungen in diesem Land wirtschaftlich schwierig. 1991 wurde die Botschaft in Dakar aus Kostengründen geschlossen. Der Botschafter in Marokko ist auch für Senegal akkreditiert.
| Ernennung Akkreditierung | Name                                   | Bemerkungen                 | ernannt von                 | akkreditiert bei der Regierung | Posten verlassen |
| ------------------------ | -------------------------------------- | --------------------------- | --------------------------- | ------------------------------ | ---------------- |
| 1964                     | José Joaquín Bernal y García Pimentel  |                             | José López Portillo         | Léopold Sédar Senghor          |                  |
| 1967                     | Ernesto Madero Vázquez                 |                             | Gustavo Díaz Ordaz          | Léopold Sédar Senghor          |                  |
| 1970                     | Eduardo Enrique Solís Mayora           | Geschäftsträger             | Luis Echeverría Álvarez     | Léopold Sédar Senghor          |                  |
| 1974                     | José Pontones Tovar                    |                             | Luis Echeverría Álvarez     | Léopold Sédar Senghor          | 1977             |
| 1977                     | Antonio Villalba                       |                             | José López Portillo         | Léopold Sédar Senghor          | 1981             |
| 1981                     | Héctor Cárdenas Rodríguez              |                             | José López Portillo         | Abdou Diouf                    | 1985             |
| 1985                     | Santiago Roberto Meyer Picón           | (* 1936, † 1994 in Madrid). | Miguel de la Madrid Hurtado | Abdou Diouf                    |                  |
| 1990                     | Salvador Campos Icardo                 |                             | Carlos Salinas de Gortari   | Abdou Diouf                    | 1995             |
| 2007                     | Porfirio Thierry Muñoz Ledo Chevannier |                             | Felipe Calderón             | Abdoulaye Wade                 |                  |